# Куроп'ятник Віктор Миколайович
Ві́ктор Микола́йович Куроп'я́тник (16 листопада 1973 — 13 грудня 2018) — старший сержант Збройних сил України, учасник російсько-української війни.

## Життєпис
Народився 1973 року в селі Аджамка (Кропивницький район, Кіровоградська область), там же здобув середню освіту; навчався в міжшкільному навчально-виробничому комбінаті на тракториста-машиніста. На «відмінно» закінчив Кіровоградську школу ДТСААФ — за фахом спеціаліста АСО. Військову строкову службу пройшов в ракетних військах стратегічного призначення. Від 2005 року мешкав у Кропивницькому; з 2007-го працював у ТОВ «Залізобетонні вироби М-400» — моторист бетонозмішувального обладнання та оператор-моторист електропневмонасосів.
З 8 травня 2015 по 20 липня 2016 року служив за мобілізацією, 501-й батальйон 36-ї бригади, командир 3-го відділення 1-го штурмового взводу 3-ї десантно-штурмової роти. Від квітня 2017-го працював у ТОВ «Агроліга Трейд». 21 жовтня 2018 року підписав контракт; старший сержант, командир десантно-штурмового відділення 1-го взводу 8-ї роти 3-го батальйону 79-ї бригади.
13 грудня 2018-го загинув вдень під час обстрілу поблизу села Гнутове: куля снайпера влучила в голову.
17 грудня 2018 року похований на Алеї Почесних воїнських поховань Рівнянського кладовища Кропивницького; у місті оголошено День жалоби.
Без Віктора лишились дружина та троє синів.

## Нагороди та вшанування
- Указом Президента України № 47/2019 від 28 лютого 2019 року «за особисту мужність і самовіддані дії, виявлені у захисті державного суверенітету та територіальної цілісності України» — нагороджений орденом «За мужність» III ступеня (посмертно)[3].
- 31 травня 2019 року на фасаді рідної школи Віктора, яку він закінчив у 1990 році, йому було відкрито меморіальну дошку[4].
- Вшановується в меморіальному комплексі «Зала пам'яті», в щоденному ранковому церемоніалі 13 грудня[5][6].